# Cantonul Peyrehorade
Cantonul Peyrehorade este un canton din arondismentul Dax, departamentul Landes, regiunea Aquitania, Franța.

## Comune
| Comune                | Populație (1999) | Cod poștal | Cod INSEE |
| --------------------- | ---------------- | ---------- | --------- |
| Bélus                 | 592              | 40300      | 40034     |
| Cauneille             | 777              | 40300      | 40077     |
| Hastingues            | 535              | 40300      | 40120     |
| Oeyregave             | 331              | 40300      | 40206     |
| Orist                 | 645              | 40300      | 40211     |
| Orthevielle           | 841              | 40300      | 40212     |
| Pey                   | 661              | 40300      | 40222     |
| Peyrehorade           | 3.477            | 40300      | 40224     |
| Port-de-Lanne         | 859              | 40300      | 40231     |
| Saint-Cricq-du-Gave   | 342              | 40300      | 40254     |
| Saint-Étienne-d'Orthe | 552              | 40300      | 40256     |
| Saint-Lon-les-Mines   | 1.125            | 40300      | 40269     |
| Sorde-l'Abbaye        | 641              | 40300      | 40306     |